# Skotlands parlament
Skotlands parlament blev dannet i 1997, da Skotlands befolkning stemte for at de skulle have deres eget parlament med en førsteminister som leder. Der sidder 129 repræsentanter i parlamentet.
Nicola Sturgeon blev førsteminister (First minister) i 2014.